# Rąbka
Rąbka je turisticky hojně navštěvovaná vesnice, která se nachází u Baltského moře, na břehu jezera Łebsko u východního vstupu do Slovinského národního parku (Słowiński Park Narodowy). Rąbka patří k městu Łeba v okrese Lębork v Pomořském vojvodství v Polsku. Nachází se cca 2,5 km od Łeby. Ve své historii se vždy potýkala s pohyblivými písečnými dunami. Hlavními cílem návštěvy Rąbky je pohyblivá duna Łącka Góra (též Wydma Łącka). Místo je celoročně přístupné.

## Další informace
Samotná vesnice a její plocha nejsou trvale obydlené, avšak budovy slouží jako restaurace, malá ubytovna, dvě muzea, pokladny, parkoviště, stanoviště elektromobilů a sezonní přístaviště lodí v rámci Slovinského národního parku.
Během druhé světové války se Rąbka nacházela v přísně střeženém vojenském prostoru Nacistického Německa, protože se zde nacházely výzkumné laboratoře a střelnice válečných raket a bomb. Po válce byla tato oblast využita k odpalování polských meteorologických raket. To vše je dokumentováno ve skanzenu Muzeum Wyrzutni Rakiet w Rąbce.
Do Rąbky také vedou turistické a cykloturistické cesty.

## Galerie

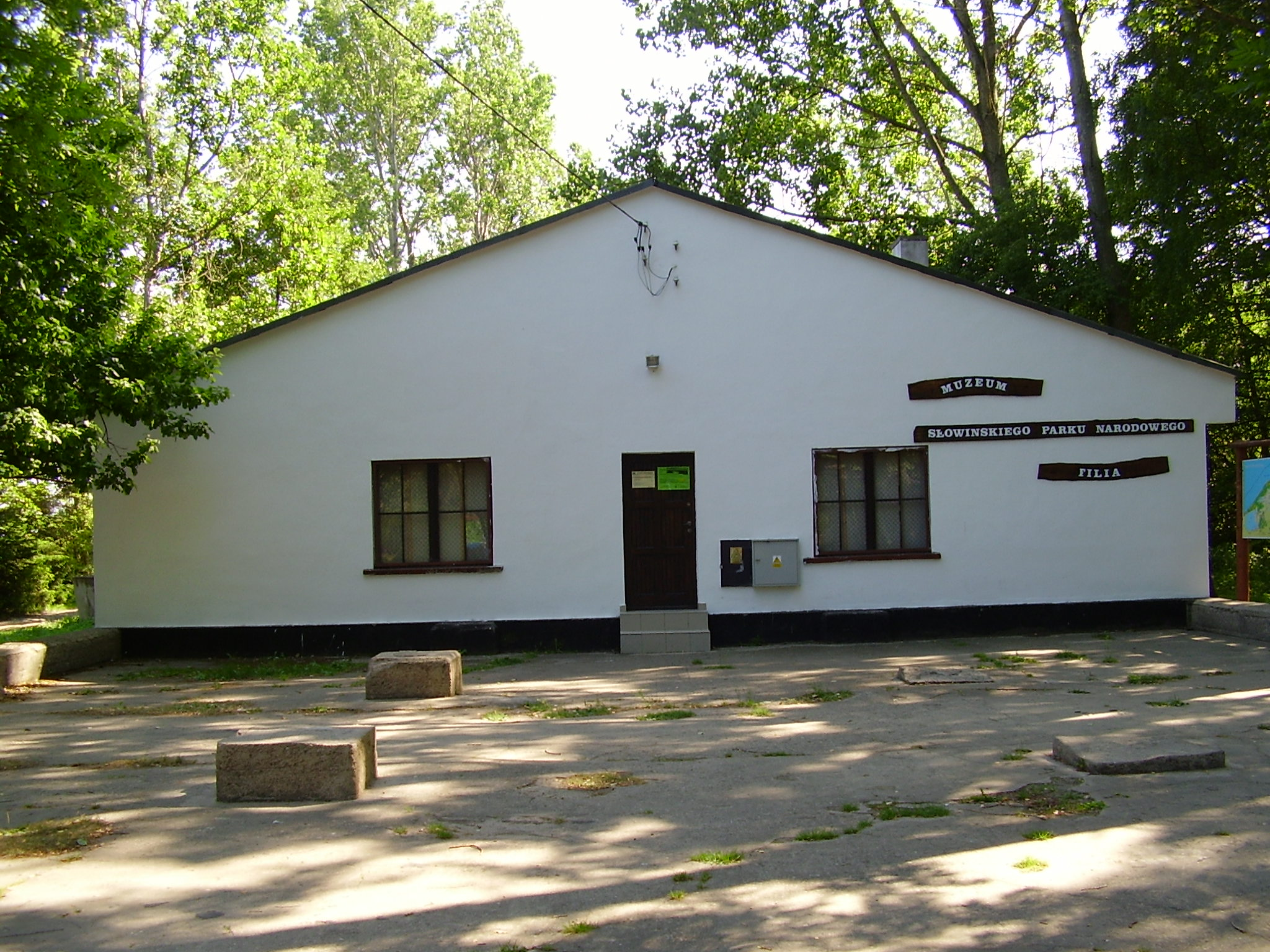
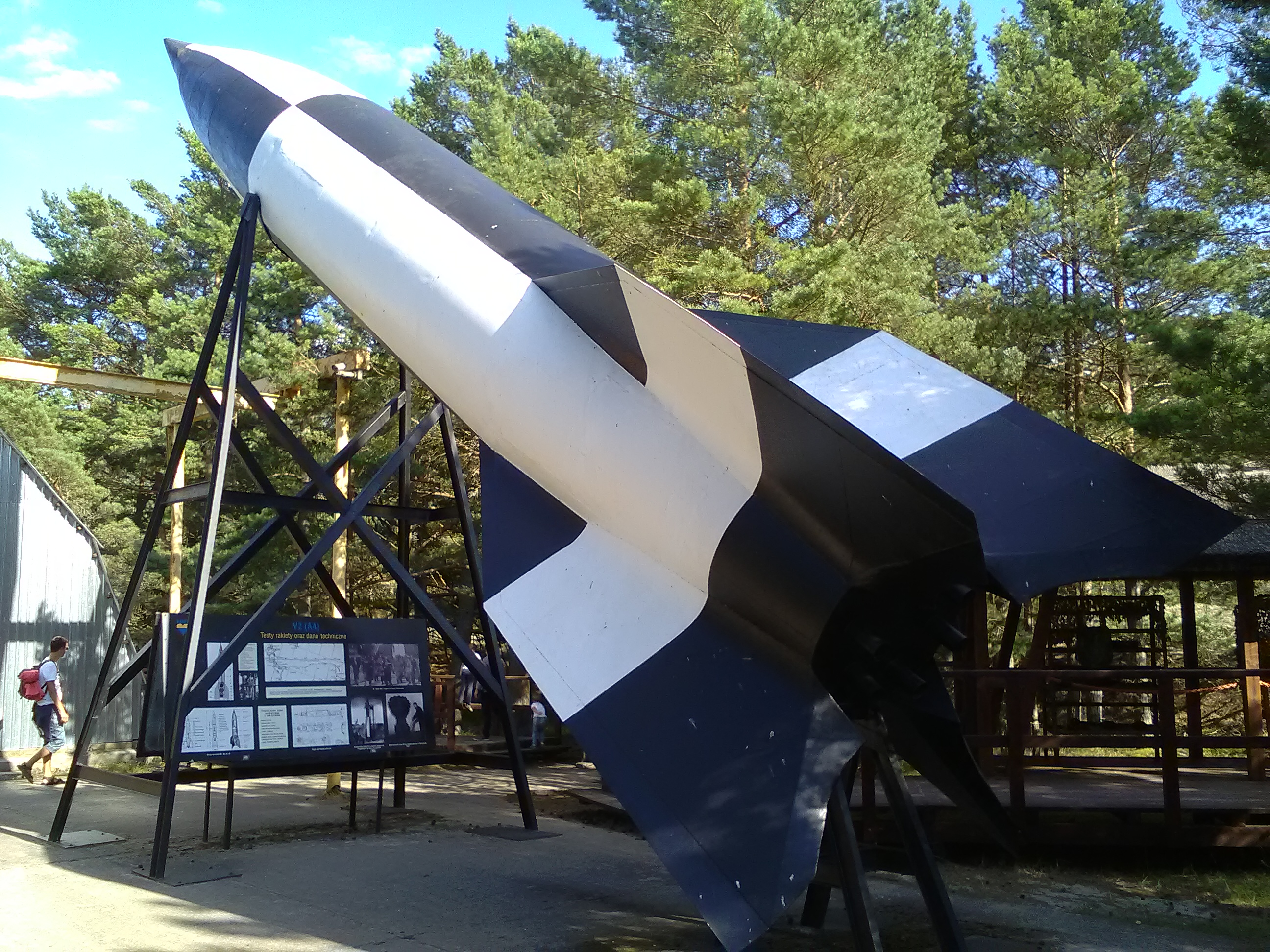
německá raketa
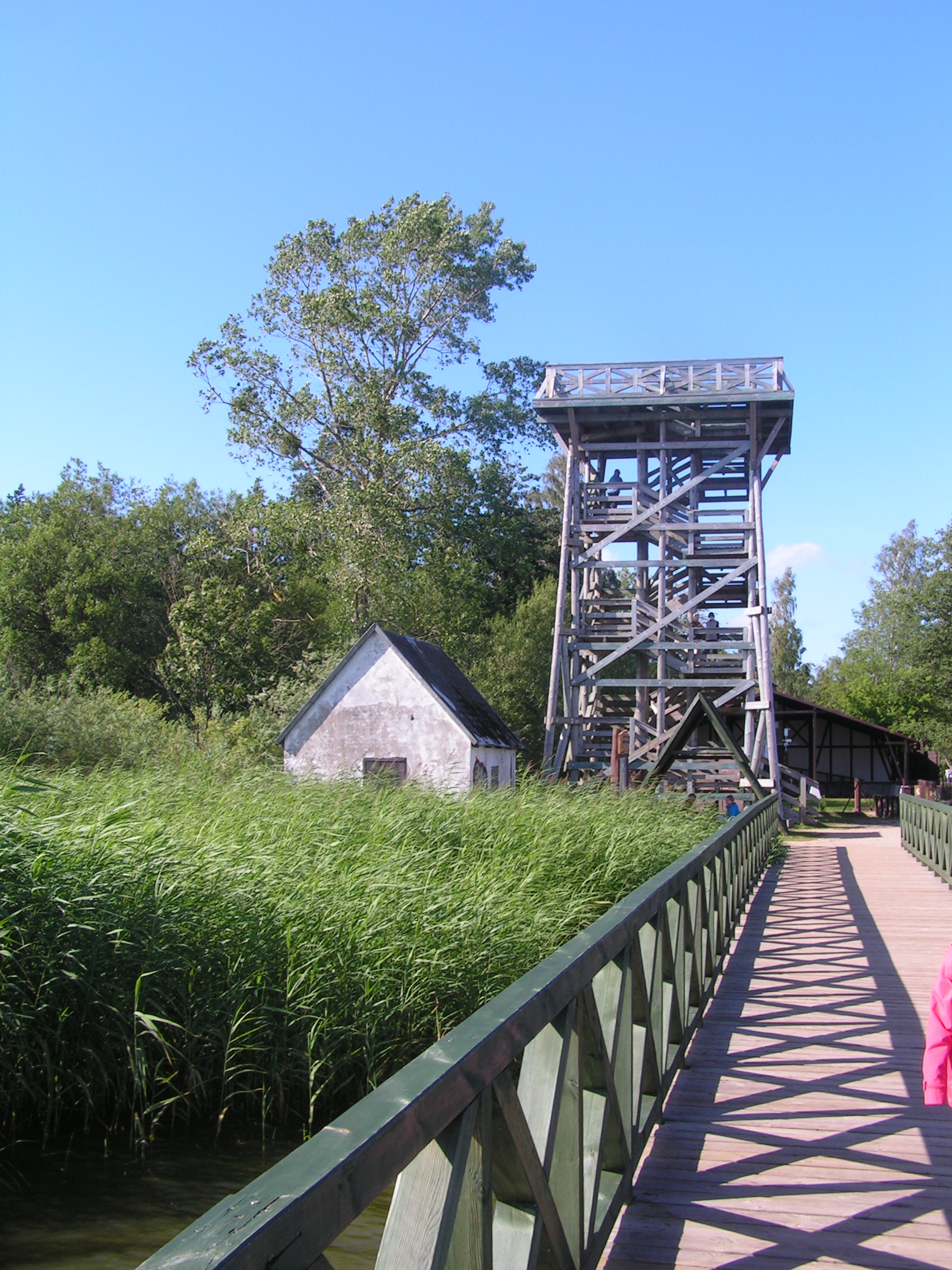